# Księga Emigrantów. Tom I
Księga Emigrantów. Tom I – czwarty album studyjny zespołu polskiego wokalisty i muzyka Czesława Mozila - Czesław Śpiewa. Wydawnictwo ukazało się 6 października 2014 roku nakładem wytwórni muzycznej Mystic Production. Materiał był promowany teledyskiem do utworu "Nienawidzę cię Polsko", który wyreżyserował Mads Nygaard Hemmingsen. W obrazie wystąpili aktorzy Birgitte Raaberg, Robert Gonera, Paweł Chochlew, Miłosz Fuławka oraz Adrianna Branecka.
Płyta dotarła do 17. miejsca polskiej listy przebojów (OLiS).

## Lista utworów
Opracowano na podstawie materiału źródłowego.
1. "Milion Na Rok" (sł. Michał Zabłocki, muz. Czesław Mozil) - 2:02
2. "Nienawidzę cię Polsko!" (sł. Michał Zabłocki, muz. Czesław Mozil) - 3:25
3. "Z Dala Od Rodaków" (sł. Michał Zabłocki, muz. Czesław Mozil) - 3:12
4. "Do Kościoła" (sł. Michał Zabłocki, muz. Czesław Mozil) - 1:38
5. "Poszukaj Męża" (sł. Michał Zabłocki, muz. Czesław Mozil) - 2:32
6. "Dom Na Budowie" (sł. Michał Zabłocki, muz. Czesław Mozil) - 2:46
7. "Biały Murzyn" (sł. Michał Zabłocki, muz. Czesław Mozil) - 1:43
8. "Łabędzie" (sł. Michał Zabłocki, muz. Czesław Mozil) - 2:03
9. "Polski Satelita" (sł. Michał Zabłocki, muz. Czesław Mozil) - 2:43
10. "Tango Magister" (sł. Michał Zabłocki, muz. Czesław Mozil) - 2:07
11. "Tato Wyjedź" (sł. Michał Zabłocki, muz. Czesław Mozil) - 2:43
12. "Rarytas" (sł. Michał Zabłocki, muz. Czesław Mozil) - 3:21
13. "Owce" (sł. Michał Zabłocki, muz. Czesław Mozil) - 2:57

## Twórcy
Opracowano na podstawie materiału źródłowego.

- Czesław Mozil - wokal prowadzący, instrumenty klawiszowe
- Martin Bennebo Pedersen - akordeon, wokal wspierający, instrumenty klawiszowe
- Hans Find Møller - wokal wspierający, gitara
- Jakob Munck - wokal wspierający, instrumenty dęte
- Karen Duelund Mortensen - wokal wspierający, klarnet, saksofon
- Marie Louise Von Bülow - wokal wspierający, gitara basowa, kontrabas, flet
- Troels Drasbeck - wokal wspierający, perkusja, instrumenty perkusyjne
- Andrew Walter - mastering